# 1994 TW1
1994 TW1 är en asteroid i huvudbältet som upptäcktes den 9 oktober 1994 av de båda amerikanska astronomerna Eleanor F. Helin och K. J. Lawrence vid Palomarobservatoriet.
Asteroiden har en diameter på ungefär 4 kilometer och den tillhör asteroidgruppen Amor.